# Збірна Танзанії з футболу
Збірна Танзанії з футболу — національна футбольна збірна, що представляє Танзанію у міжнародних матчах та турнірах. Знаходиться під контролем Федерації футболу Танзанії.
Острів Занзібар, як частина Танзанії, є асоційованим членом КАФ та грає матчі з іншими національними збірними, але не має прав брати участь у Чемпіонаті світу та Кубку Африки. До з'єднання із Занзібаром мала назву національна збірна Танганьїка з футболу.
Станом на 3 квітня 2025 посідає 107-e місце у рейтингу футбольних збірних світу.

## Історія
Ще в 1945 році британська колонія Танганьїка зіграла поєдинок проти Уганди. У 1940 та 1950-х роках збірна провела декілька матчів в рамках Кубку Госсажу проти збірних Кенії, Занзібару та Уганди, а також 2 матчі проти Єгипту в рамках кваліфікації Олімпійських ігор 1960 року. Проте всі ці матчі ФІФА не визнає. Перша офіційна для Танганьїки зустріч під егідою ФІФА була зіграна 1 грудня 1964 року, проти Мадагаскару.
В останні роки влада Танзанії поліпшила фінансування національної збірної задля покращення результатів виступи команди. Завдяки цьому команда почала демонструвати кращі результати. Зокрема, танзанійці двічі обіграли Буркіна-Фасо в кваліфікації до Кубку африканських націй, а також з рахунком 1:0 перемогли Камерун у товариському матчі. Останньою на сьогодні гучною звитягою Танзанії стала перемога з рахунком 1:0 над Південно-Африканською Республікою в 1/4 фіналу Кубку КЕСАФА. Проте в 1/2 фіналі цього турніру танзанійці поступилися Замбії з рахунком 2:4. В матчі за почесне третє місце Танзанія зустрілася з Лесото, основний та додатковий час поєдинку завершився нічиєю, а в серії післяматчевих пенальті перемогу вирвали танзанійці. Ця перемога стала найбільшим досягненням збірної Танзанії в новітній історії.

## Кубок світу
- 1930–1970 — не брала участі
- 1974 — не пройшла кваліфікацію
- 1978 — відмовилася від участі
- 1982 — не пройшла кваліфікацію
- 1986 — не пройшла кваліфікацію
- 1990 — не брала участі
- 1994 — вийшла із змагань під час кваліфікації
- 1998–2018 — не пройшла кваліфікацію

## Кубок Африки
- 1957–1965 — не брала участі
- 1968 — вийшла із змагань під час кваліфікації
- 1970–1978 — не пройшла кваліфікацію
- 1980 — груповий турнір
- 1982 — відмовилася від участі
- 1984 — не пройшла кваліфікацію
- 1986 — вийшла із змагань під час кваліфікації
- 1988–1992 — не пройшла кваліфікацію
- 1994 — вийшла із змагань під час кваліфікації
- 1996–2002 — не пройшла кваліфікацію
- 2004 — вийшла із змагань під час кваліфікації
- 2006–2017 — не пройшла кваліфікацію
- 2019 — груповий турнір
- 2021 — не пройшла кваліфікацію
- 2023 — груповий етап

## Досягнення
Кубок Ґоссіджа:
- Чемпіон (5): 1949, 1950, 1951, 1964, 1965
- Фіналіст (4): 1947, 1955, 1961, 1962

Кубок Виклику:
- Фіналіст (3): 1968, 1969, 1970

Кубок КЕСАФА:
- Чемпіон (3): 1974, 1994, 2010
- Фіналіст (5): 1973, 1980, 1981, 1992, 2002

## Склад команди
Наступні гравці були викликані на матчі кваліфікації Кубку африканських націй 2015 року проти Зімбабве з 18 травня по 1 червня 2014 року та товариський матч проти Малаві 27 травня 2014 року.
Матчі та голи подані станом на 1 червня 2014 року.
| № | Поз. | Гравець               | Дата народження (вік)       | Ігри | Голи | Клуб            |
| - | ---- | --------------------- | --------------------------- | ---- | ---- | --------------- |
|   | ВР   | Деогратіус Муніши     | 6 квітня 1989 (36 років)    | 5    | 0    | Янг Афріканс    |
|   | ВР   | Аїши Манула           | 13 вересня 1995 (29 років)  | 0    | 0    | Азам            |
|   |      |                       |                             |      |      |                 |
|   | ЗХ   | Келвін Йонданi        | 9 жовтня 1984 (40 років)    | 49   | 0    | Янг Афріканс    |
|   | ЗХ   | Ерасто Нйоні          | 7 травня 1988 (37 років)    | 48   | 3    | Азам            |
|   | ЗХ   | Надір Харуб           | 10 лютого 1982 (43 роки)    | 37   | 3    | Янг Афріканс    |
|   | ЗХ   | Аггрі Морріс          | 12 березня 1984 (41 рік)    | 30   | 1    | Азам            |
|   | ЗХ   | Шомарі Капомбе        | 28 січня 1992 (33 роки)     | 27   | 1    | Сімба           |
|   | ЗХ   | Хімід Мао             | 15 листопада 1992 (32 роки) | 7    | 0    | Азам            |
|   | ЗХ   | Оскар Джошуа          | 16 квітня 1986 (39 років)   | 2    | 0    | Янг Афріканс    |
|   | ЗХ   | Едвард Чарльз         |                             | 1    | 0    | Руву Старс      |
|   | ЗХ   | Джорам Мгевеє         |                             | 1    | 0    | Ірінга          |
|   |      |                       |                             |      |      |                 |
|   | ПЗ   | Мвіньї Казімото       | 25 грудня 1988 (36 років)   | 43   | 6    | Аль-Маркхія     |
|   | ПЗ   | Френк Домайо          | 16 лютого 1993 (32 роки)    | 27   | 0    | Янг Афріканс    |
|   | ПЗ   | Амрі Кіємба           | 17 червня 1983 (42 роки)    | 31   | 6    | Сімба           |
|   | ПЗ   | Аруна Чаного          | 14 листопада 1991 (33 роки) | 10   | 1    | Сімба           |
|   | ПЗ   | Хаміс Мча             | 1 жовтня 1989 (35 років)    | 8    | 1    | Азам            |
|   | ПЗ   | Рамадан Сінгано       | 14 березня 1993 (32 роки)   | 8    | 1    | Сімба           |
|   | ПЗ   | Джонас Мкуде          | 3 грудня 1992 (32 роки)     | 3    | 0    | Сімба           |
|   | ПЗ   | Саїд Джума Аллі       |                             | 2    | 0    | Урбан Вест      |
|   |      |                       |                             |      |      |                 |
|   | НП   | Мрішо Нгаса           | 12 квітня 1989 (36 років)   | 76   | 22   | Фрі Стейт старс |
|   | НП   | Мбвана Самата         | 7 січня 1992 (33 роки)      | 20   | 11   | Генк            |
|   | НП   | Рафаель Бокко         | 5 серпня 1989 (35 років)    | 35   | 8    | Азам            |
|   | НП   | Томас Улімвенгу       | 14 червня 1993 (32 роки)    | 6    | 1    | ТП Мазембе      |
|   | НП   | Саймон Геппідог Мсува | 2 жовтня 1993 (31 рік)      | 8    | 0    | Янг Афріканс    |
|   | НП   | Шиза Рамадан Кічуя    | 7 червня 1994 (31 рік)      | 4    | 0    | Сімба           |

## Тренери
- Мохамед Мсомалі (1980—1981)
- Джефф Гардсон (1977—1979)
- Буркгард Папе (2000–02)
- Джеймс Сіанг'я (2002)
- Мшіндо Мсолла (2002–03)
- Бадру Гафідг (2003–06)
- Жуліо Сезар Леал (2006)
- Марсіо Максімо (2006–10)
- Ян Поульсен (2010–12)
- Кім Поульсен (2012–14)
- Салум Мададі (2014, caretaker)
- Март Ной (2014—2015)
- Чарльз Боніфацій Мкваса (2015-)